# ديف واشنطن
ديف واشنطن (بالإنجليزية: Dave Washington)‏ هو لاعب كرة قدم أمريكية أمريكي، ولد في 12 سبتمبر 1948 في توسكالوسا في الولايات المتحدة.

## وصلات خارجية
- ديف واشنطن على موقع مرجع كرة القدم المحترفة.كوم (الإنجليزية)